# شركة الاتحاد لضمان الصادرات
شركة الاتحاد لضمان الصادرات ( ECI ) هي وكالة الائتمان التصديري الرسمية لدولة الإمارات العربية المتحدة.  وتهدف الوكالة إلى "دعم التنوع الاقتصادي من خلال ضمان المخاطر التجارية وغير التجارية المرتبطة بتصدير وإعادة تصدير السلع والخدمات". 
تأسست شركة الاتحاد لضمان الصادرات في فبراير 2018 م، وهي شركة مساهمة عامة مملوكة بالكامل للحكومة الاتحادية لدولة الإمارات العربية المتحدة وحكومات إمارات أبو ظبي ودبي وعجمان ورأس الخيمة والفجيرة .  في عام 2021، تم التصويت على شركة الاتحاد لائتمان الصادرات كعضو دائم في اتحاد برن . 

## مكاتب الشركة
يقع المكتب الرئيسي للشركة في أبو ظبي، عاصمة دولة الإمارات العربية المتحدة، وتدير مكتبًا ثانيًا في دبي .  وتخطط الشركة أيضًا لفتح مكاتب لإدارة المخاطر على المستوى الدولي، مع التركيز على أسواق المنتجات المصرفية الإسلامية. 

## الاتفاقيات
وبحسب التقرير السنوي للهيئة، قدمت الشركة دعمًا غير نفطي بقيمة 3.1 مليار دولار إلى 92 مقاطعة في عام 2021، يغطي 18 قطاعًا.  وشملت أهم الوجهات لصادرات الإمارات العربية المتحدة المملكة العربية السعودية والعراق والهند وعمان والكويت والأردن .

### دعم الصناعة غير النفطية
الهدف الرئيسي للشركة هو دعم تنويع اقتصاد دولة الإمارات العربية المتحدة من خلال دعم الصادرات والواردات غير النفطية، وشملت الصناعات الرئيسية المدعومة في عام 2020 الصناعة الكيميائية والصلب والبناء والكابلات والأغذية والتعبئة والتغليف والإلكترونيات والرعاية الصحية والطباعة 

## أنظر أيضاً
- قائمة وكالات ائتمان التصدير